# Jimmie Johnson
Pour les articles homonymes, voir Johnson et Jimmy Johnson.
Statistiques en NASCAR Cup Series
Dernière mise à jour : 8 février 2024 

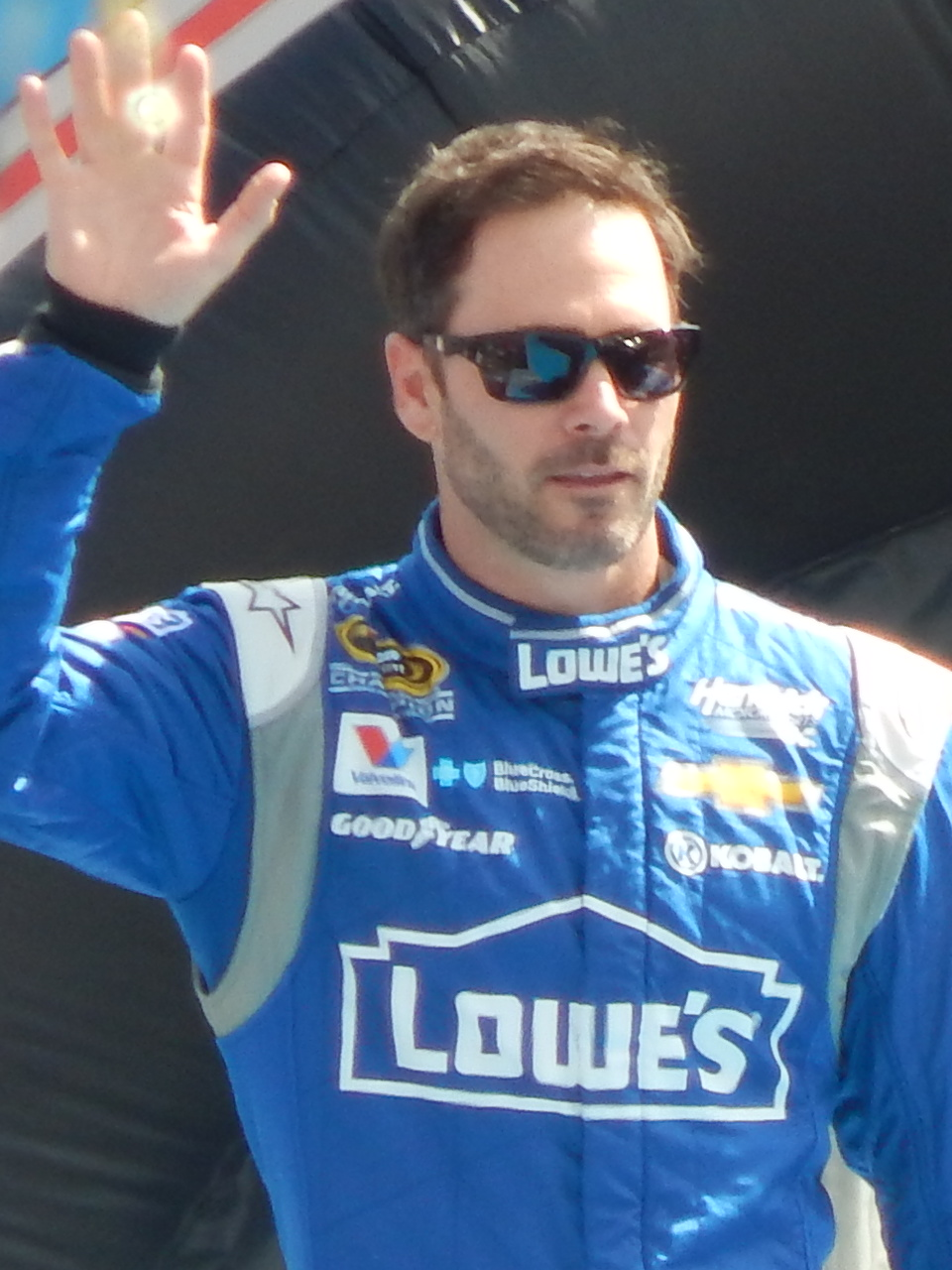
Jimmie Johnson en 2016.

Jimmie Kenneth Johnson est un pilote américain de NASCAR né le 17 septembre 1975 à El Cajon (Californie).
Il participe au championnat de la NASCAR Cup Series 2023 en programme partiel au volant de la voiture Chevrolet no 84 de la Legacy Motor Club (en) après y avoir participé en programme complet pendant dix-neuf saisons (2002-2020) au volant de la voiture Chevrolet no 48 de la Hendrick Motorsports. Cette dernière voiture a principalement été sponsorisée par Lowe's et Kobalt Tools (en) du début des années 2000 jusqu'à 2018 et ensuite par la société Ally Financial.
Il est réputé pour avoir remporté sept titres en NASCAR Cup Series dont cinq titres consécutivement (2006, 2007, 2008, 2009 et 2010) avant d'en remporter deux autres en 2013 et 2016.
En 2013, Jimmie Johnson entre un peu plus dans l'histoire de la NASCAR en réalisant pour la première fois depuis l'instauration des plaques de restriction, le « sweep » à Daytona consistant à remporter le Daytona 500 et le Coke Zero 400. Le 29 septembre 2013, il devient le premier pilote de l'histoire à remporter au moins huit courses sur le circuit de Dover. Le 25 mai 2014, il gagne son 4e Coca-Cola 600, son premier depuis la saison 2005. Il devient le meilleur pilote de l'histoire à Charlotte, avec 7 succès. Le 31 mai 2015, il gagne pour la 10e fois sur le « Monster mile » de Dover, devenant le seul pilote en activité et le 5e pilote de l'histoire à remporter dix victoires sur une même piste.
Le 28 février 2016, Jimmie Johnson égale le nombre de victoires de Dale Earnhardt (76) en remportant pour la 5e fois la course d'Atlanta. Le 20 novembre suivant, il remporte son 7e titre en gagnant pour la première fois sur l'Homestead-Miami Speedway. Il égale ainsi le record de victoires en championnat de Cup Series détenu par Richard Petty et Dale Earnhardt.
Le 4 juin 2017, Jimmie Johnson remporte sa 83e course en Cup Series et pour la 11e fois de sa carrière celle courue sur le Dover égalant le record détenu par Cale Yarborough. Avec onze victoires sur le Dover International Speedway, Jimmie Johnson entre dans le cercle très fermé des pilotes ayant remporté au moins onze victoires sur une seule piste, rejoignant ainsi Richard Petty et Darrell Waltrip.
Johnson est éliminé de la course au titre de la saison 2017 lors de la huitième course de la phase finale (round of 8) à la suite d'une crevaison survenue au Phoenix international raceway.
En 2018, Jimmie Johnson est éliminé durant le 1er tour de la phase finale (round of 16) à l'occasion du Bank of America 500 remporté par Ryan Blaney et qui se déroulait pour la 1re fois sur le ROVAL (circuit mi-routier, mi-ovale). À la suite d'un accrochage avec Martin Truex Jr. dans le dernier virage de la course, il termine à la 8e place et se retrouve provisoirement classé ex æquo avec Kyle Larson et Aric Almirola. Il est cependant éliminé au tiebreak, ses résultats lors des deux premières courses du round of 16 étant moins bonnes que ses deux rivaux.
En 2019, Jimmie Johnson ne se qualifie pas pour la première fois de sa carrière, pour la phase finale du championnat. Il termine la saison en 18e position, soit son moins bon classement en carrière. Comme en 2018, il ne remporte aucune course durant cette saison.
Le 20 novembre 2019, Jimmie Johnson annonce que 2020 sera sa dernière saison de course à plein temps en NASCAR.
En septembre 2020, Jimmie Johnson et la division Indycar de la Chip Ganassi Racing annoncent que Johnson a signé un contrat de 2 ans au cours desquels il participera au championnat d'IndyCar Series sur les circuits routiers et de villes.

## Débuts dans le sport automobile

### Débuts (moto-cross)
Jimmie Johnson est né en 1975 à El Cajon. Durant son enfance, il est passionné de courses mécaniques et dès l'âge de 5 ans, il entame sa carrière de pilote en moto-cross avec une machine de 50 cm3. Très performant, il évolue vers la catégorie des 60 cm3 à l'âge de 8 ans. Il y remporte le championnat haut la main malgré quelques blessures au genou à la suite de quelques chutes.

### Le off-road
Dans les années 1990, il décide de changer complètement de cap afin de passer des deux aux quatre-roues, poussé par Nelson & Nelson Racing. Il participe à de nombreux championnats off-road simultanément, tel le SODA (Short-course Off-road Drivers Association) et le SCORE International, ainsi que le Mickey Thompson Entertainment Group. Il accumule alors de nombreux trophées dans les trois catégories, accumulant en tout 25 victoires, une centaine de podiums ainsi que le titre de « Débutant de l'année » (Rookie of the Year) dans les trois disciplines. Après s'être fait connaitre auprès de Herb Fischel, directeur de la branche compétition de General Motors, il intègre l'équipe de SODA, Herzog Motorsports, deux années durant (1996 et 1997).

### American Speed Association
Ses résultats prometteurs dans sa nouvelle écurie (six courses gagnées sur seize disputées) l'incitent à rejoindre la American Speed Association (ASA) en 1998, alors qu'il n'a participé qu'à six courses de stock-car jusque-là. Ce changement lui sera très bénéfique, car sa quatrième position au classement général à la fin de la saison lui permet d'obtenir le titre de « Débutant de l'année ». À la même époque, il entame sa carrière en en Xfinity Series (deuxième division de la NASCAR), prenant part à quatre épreuves dans cette discipline.
En 1999, il continue sur sa lancée en courant aussi bien en ASA qu'en Xfinity Series. Il remporte deux victoires en ASA, et décroche une troisième place au classement général à la fin de la saison.

### Busch Series
En 2000, la Herzog Motorsports donne l'occasion à Jimmie de devenir un pilote complet dans la deuxième division de la NASCAR, les Busch Series (aujourd'hui Xfinity Series). Alors qu'Alltel, son principal sponsor, quitte son écurie, il parvient à terminer dixième au classement général avec le titre de « Débutant de l'année ». Il rencontre le quadruple champion Jeff Gordon et les deux hommes deviennent amis.
En 2001, il décroche la huitième place au classement général et se fait remarquer par la Hendrick Motorsports, notamment grâce à ses bons résultats et aux recommandations de Jeff Gordon. Il est donc engagé dans la principale division de la NASCAR pour 2002, la Winston Cup.

## Faits marquants

### Récompenses et honneurs
Johnson a gagné le titre de Pilote de l'année (Driver of the Year) 5 fois (2006, 2007, 2009, 2010, 2013). En 2009, il devient le premier pilote à gagner le prix Associated Press Male Athlete of the Year Award aux États-Unis.
Johnson a été classé No. 1 au classement Forbes des athlètes les plus influents lors de deux années consécutives (2011, 2012).

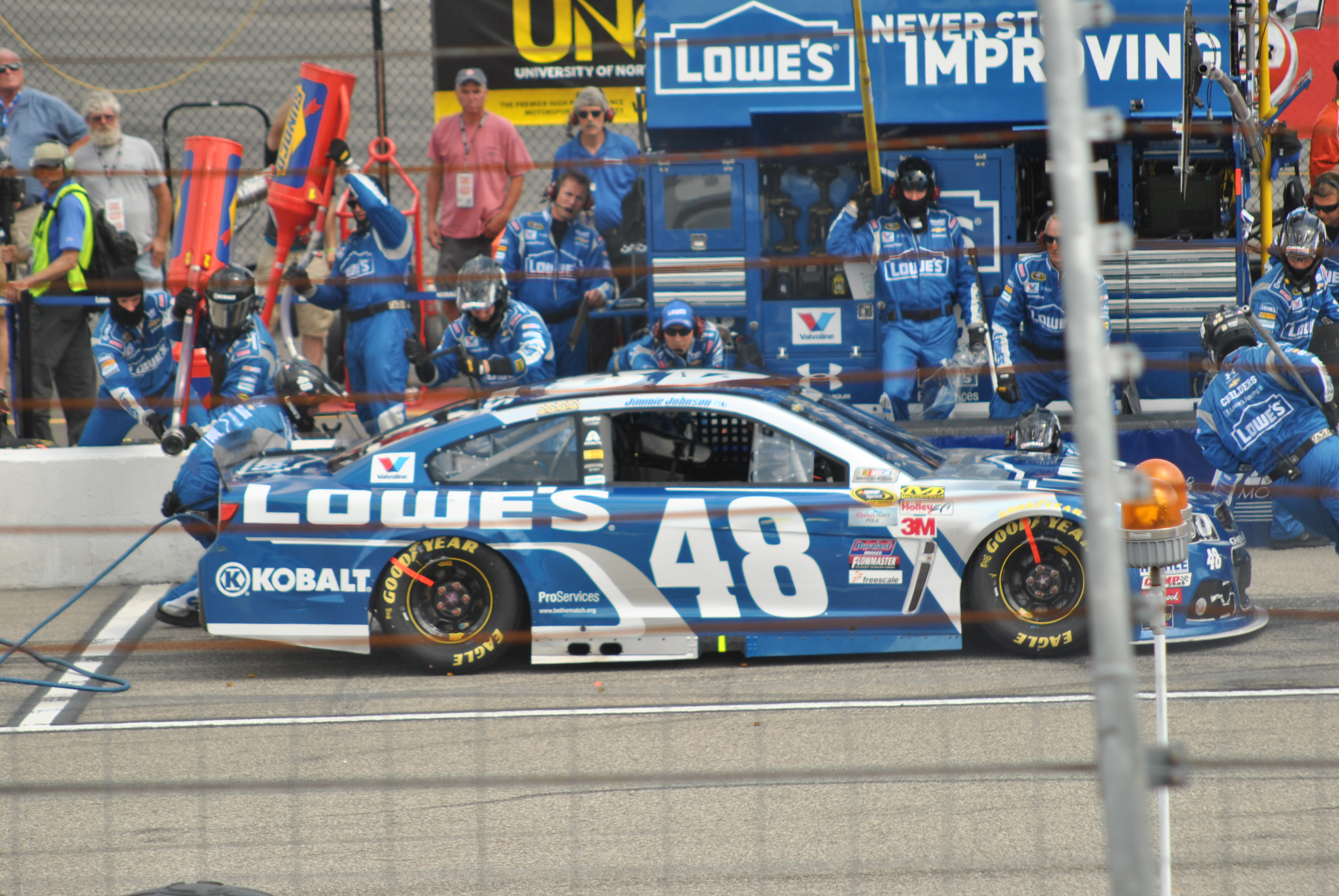
Arrêt aux puits Atlanta 2016

### Records
Avec 83 victoires, Johnson occupe le 6e rang des pilotes les plus victorieux de l'histoire de la NASCAR Cup Series et le 3e rang de l'ère moderne (1972–présent).
Johnson est le pilote le plus titré sur les pistes suivantes :
- Auto Club Speedway (6)
- Charlotte Motor Speedway (8)
- Dover International Speedway (11)
- Kansas Speedway (3, à égalité avec Jeff Gordon)
- Las Vegas Motor Speedway (4)
- Texas Motor Speedway (7)

Johnson a au moins une victoire sur tous les circuits de la Cup Series à l'exception des Chicagoland Speedway, Kentucky Speedway et Watkins Glen International.
Jusqu'à la saison 2018-2019, Johnson était également le seul pilote à s'être toujours qualifié dans les play-off NASCAR Cup Series depuis leur instauration en 2004.

### Liste des victoires Cup Series
- Saison 2002 (3) : Fontana (28/04), Dover (02/06), Dover (22/09)
- Saison 2003 (3) : Charlotte (25/05), Loudon (20/07), Loudon (14/09)
- Saison 2004 (8) : Darlington (21/03), Charlotte (30/05), Pocono (13/06), Pocono (01/08), Charlotte (16/10), Martinsville (24/10), Atlanta (31/10/), Darlington (14/11)
- Saison 2005 (4) : Las Vegas (13/03), Charlotte (29/05), Dover (25/09), Charlotte (15/10)
- Saison 2006 (5) : Daytona (19/02), Las Vegas (12/03), Talladega (01/05), Indianapolis (06/08), Martinsville (22/10)
- Saison 2007 (10) : Las Vegas (11/03), Atlanta (18/03), Martinsville (01/04), Richmond (06/05), Fontana (02/09), Richmond (08/09), Martinsville (21/10), Atlanta (28/10), Fort Worth (04/11), Phoenix (11/11)
- Saison 2008 (7) : Phoenix (12/04), Indianapolis (27/07), Fontana (31/08), Richmond (07/09), Kansas (28/09), Martinsville (19/10), Phoenix (09/11)
- Saison 2009 (7) : Martinsville (29/03), Dover (31/05), Indianapolis v(26/07), Dover (27/09), Fontana (11/10), Charlotte (17/10), Phoenix (15/11)
- Saison 2010 (6) : Fontana (21/02), Las Vegas (28/02), Bristol (21/03), Somoma (20/06), Loudon (27/06), Dover (26/09)
- Saison 2011 (2) : Talladega (17/04), Kansas (09/10)
- Saison 2012 (5) : Darlington (12/05), Dover (03/06), Indianapolis (29/07), Martinsville (28/10), Texas (04/11)
- Saison 2013 (6) : Daytona (24/02), Martinsville (07/04), Pocono (09/06), Daytona (07/07), Dover (29/09), Texas (03/11)
- Saison 2014 (4) : Charlotte (25/05), Dover (01/06), Michigan (15/06), Texas (02/11)
- Saison 2015 (5) : Atlanta (01/03), Texas (11/04), Kansas (09/05), Dover (31/05), Texas (08/11)
- Saison 2016 (5) : Atlanta (28/02), Fontana (20/03), Charlotte (09/10), Martinsville (30/10), Miami (20/11)
- Saison 2017 (3) : Texas (09/04), Bristol (24/04), Dover (06/06)

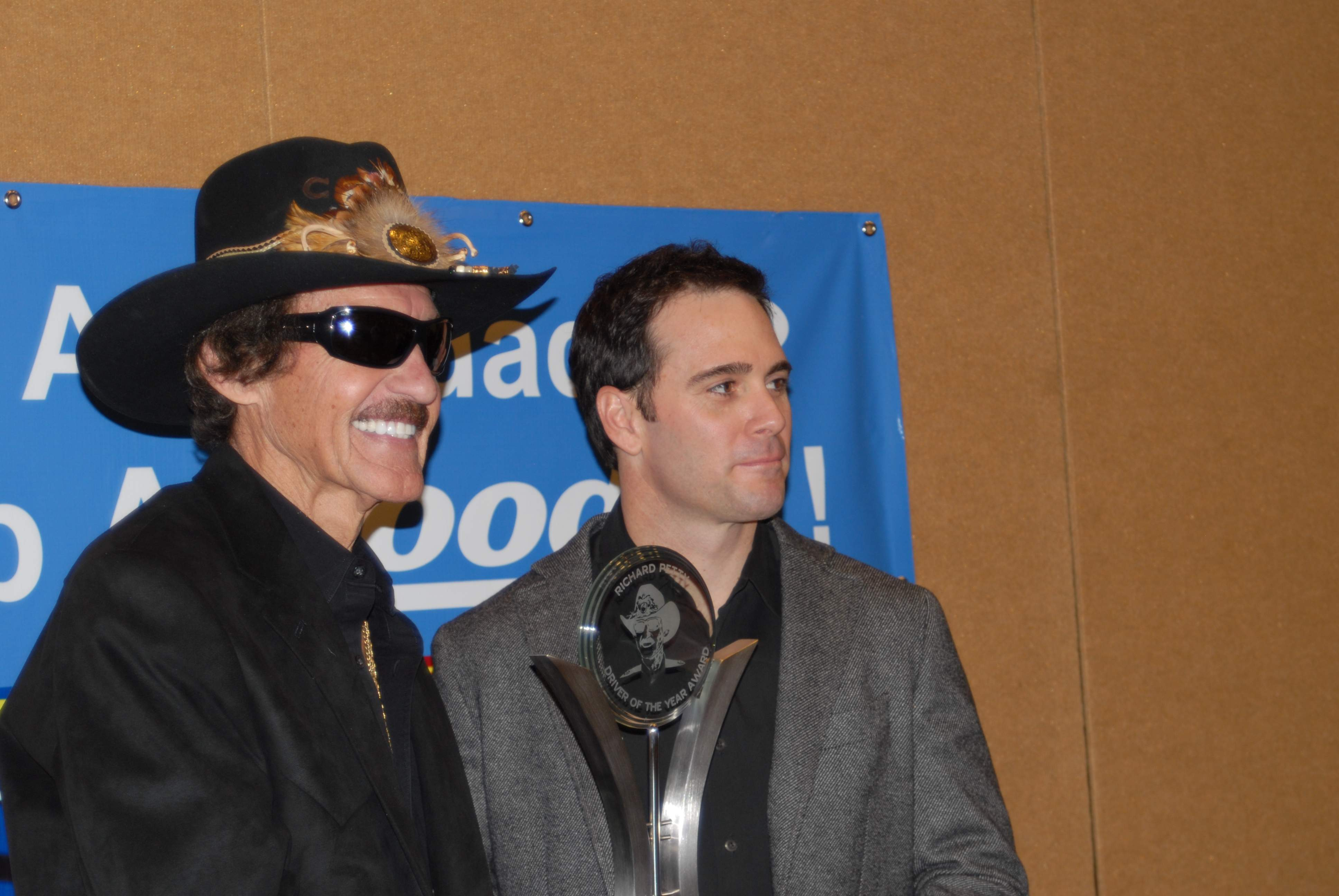
Johnson (à droite) au côté de Richard Petty
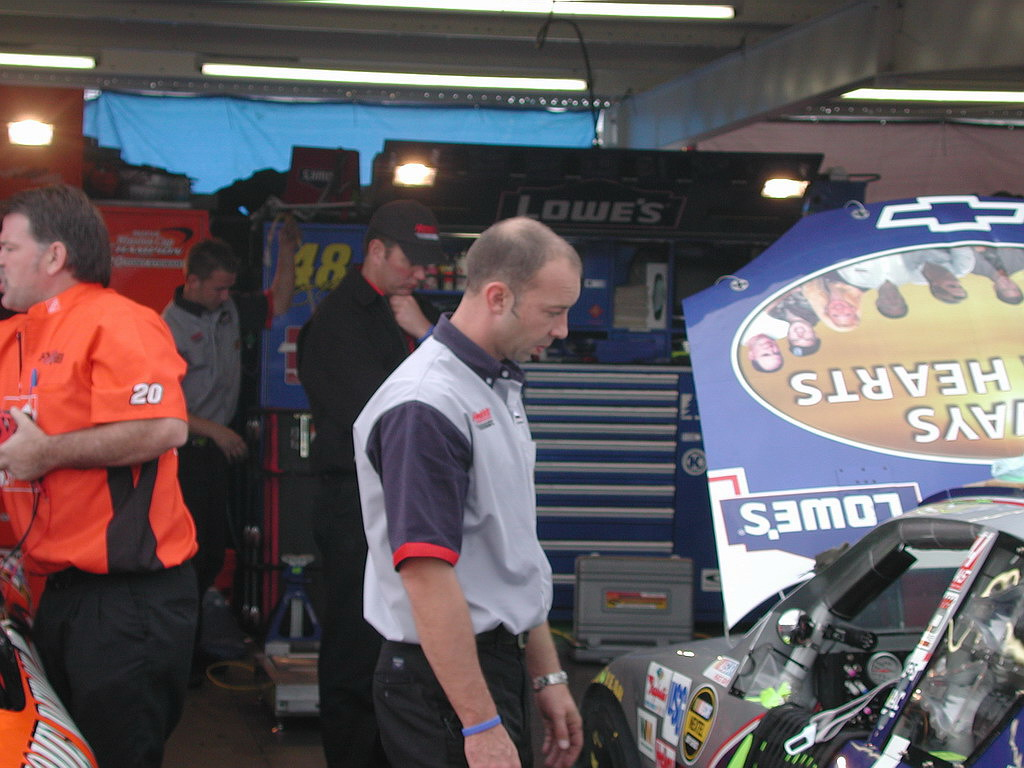
Chad Knaus, son ex-chef d'équipe (avec lequel il a gagné ses 7 championnats)
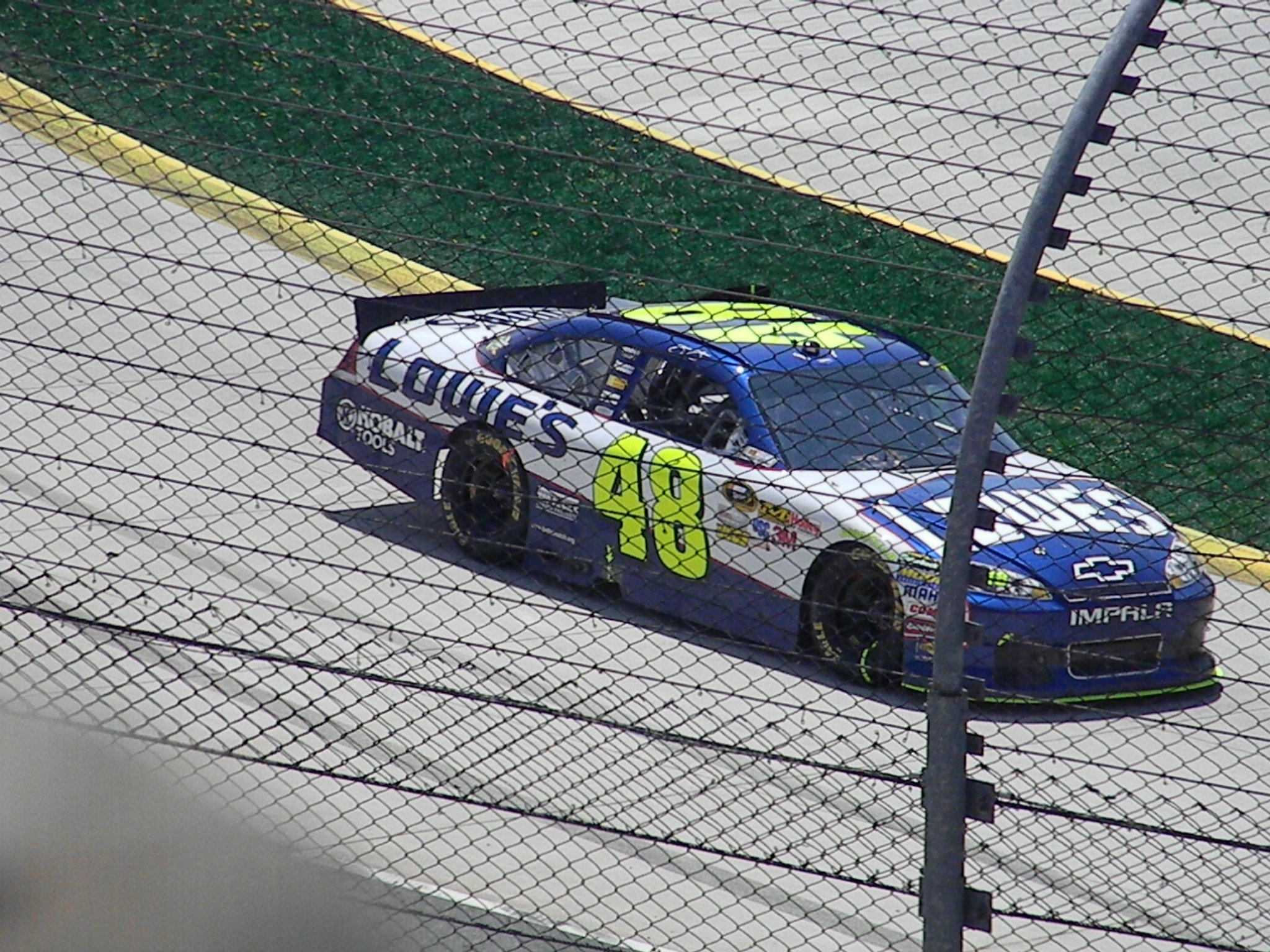
Lors du Goody's Fast Relief 500 en 2011
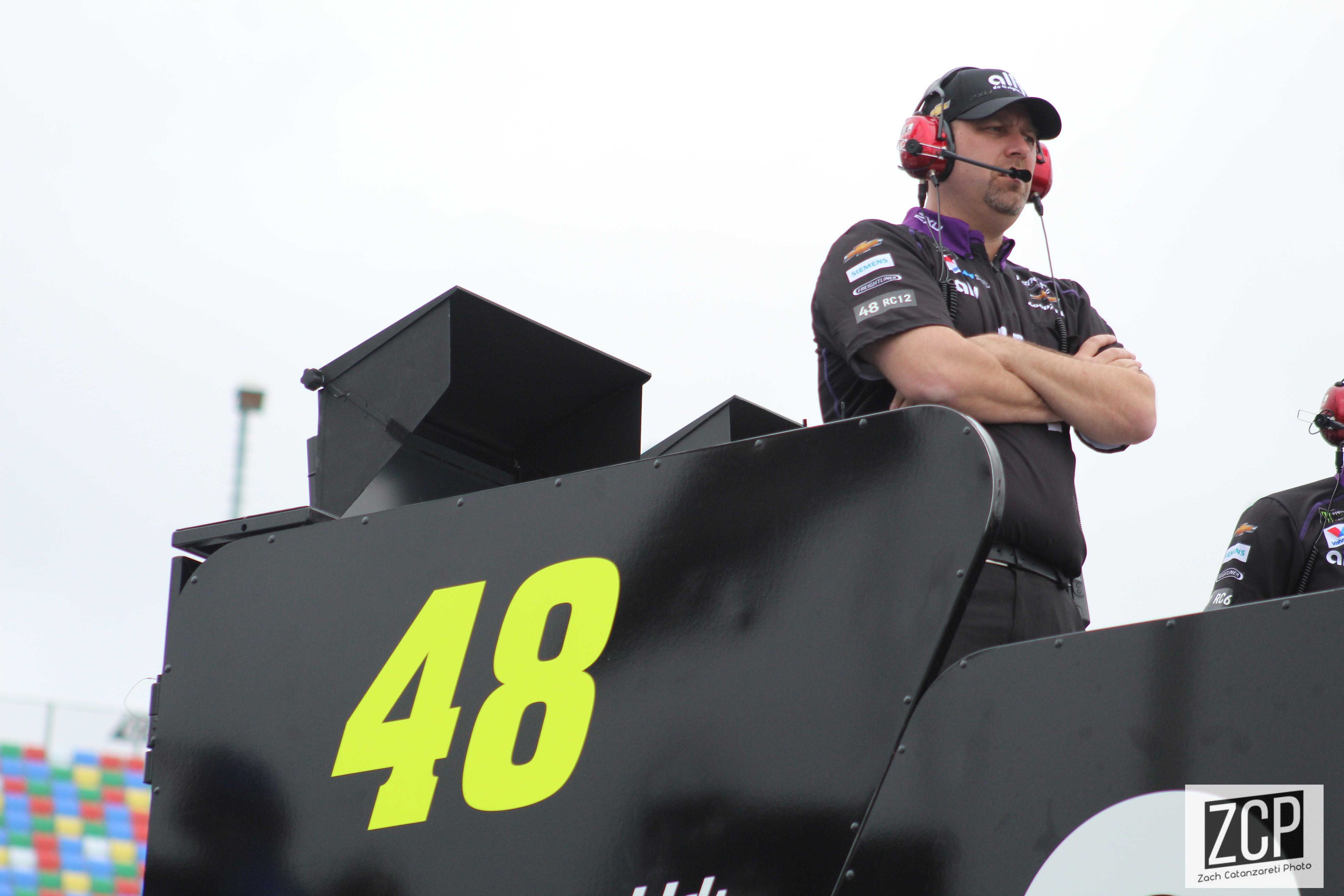
Kevin Meendering, son chef d'équipe lors de la majeure partie de la saison 2019
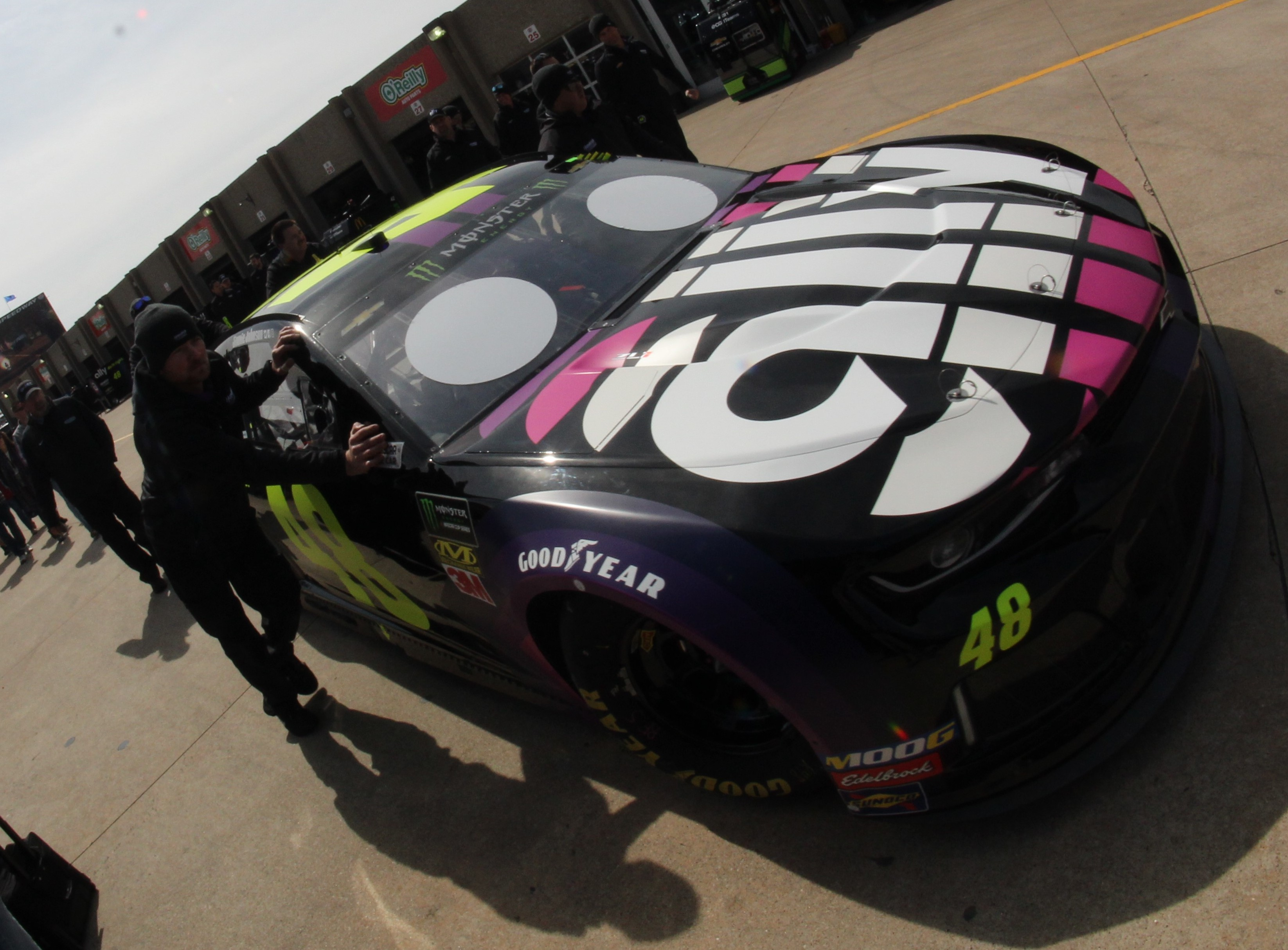
La Chevrolet n°48 (Camaro ZL1)

## Statistiques
Dernières mises à jour en date du 30 novembre 2023

### Cup Series
Johnson a participé à 689 courses réparties sur 20 saisons (2001-2020, 2023) saisons.
- Voiture en 2024 : no 84
- Écurie : Legacy Motor Club (en)
- Résultat saison 2023 : 31e[4]
- Meilleur classement en fin de saison : 1er en 2006, 2007, 2008, 2009, 2010, 2013 et 2016
- 1re course : UAW-GM Quality 500 de 2001 (à Charlotte)
- Dernière course : Coca-Cola 600 de 2023 (à Charlotte)
- Première victoire : NAPA Auto Parts 500 de 2002 (à Fontana)
- Dernière victoire : AAA 400 Drive for Autism de 2017 (à Dover)
- Victoire(s) : 83
- Top5 : 232
- Top10 : 374
- Pole position : 36

| Légende  | Légende |
| -------- | --- |
| Gras     | Pole position décernée en fonction du temps réalisé en qualification.                                                                     |
| Italique | Pole position décernée en fonction des points au classement ou des temps aux essais.                                                      |
| *        | Plus grand nombre de tours menés. |
| 01       | Aucun point de championnat car inéligible pour le titre lors de cette saison (le pilote concourt pour le titre dans une autre catégorie). |
| DNQ      | Ne s'est pas qualifié. |
| Wth      | S'est retiré de la course. |
| Résultats en NASCAR Cup Series | Résultats en NASCAR Cup Series | Résultats en NASCAR Cup Series | Résultats en NASCAR Cup Series | Résultats en NASCAR Cup Series | Résultats en NASCAR Cup Series | Résultats en NASCAR Cup Series | Résultats en NASCAR Cup Series | Résultats en NASCAR Cup Series | Résultats en NASCAR Cup Series | Résultats en NASCAR Cup Series | Résultats en NASCAR Cup Series | Résultats en NASCAR Cup Series | Résultats en NASCAR Cup Series | Résultats en NASCAR Cup Series | Résultats en NASCAR Cup Series | Résultats en NASCAR Cup Series | Résultats en NASCAR Cup Series | Résultats en NASCAR Cup Series | Résultats en NASCAR Cup Series | Résultats en NASCAR Cup Series | Résultats en NASCAR Cup Series | Résultats en NASCAR Cup Series | Résultats en NASCAR Cup Series | Résultats en NASCAR Cup Series | Résultats en NASCAR Cup Series | Résultats en NASCAR Cup Series | Résultats en NASCAR Cup Series | Résultats en NASCAR Cup Series | Résultats en NASCAR Cup Series | Résultats en NASCAR Cup Series | Résultats en NASCAR Cup Series | Résultats en NASCAR Cup Series | Résultats en NASCAR Cup Series | Résultats en NASCAR Cup Series | Résultats en NASCAR Cup Series | Résultats en NASCAR Cup Series | Résultats en NASCAR Cup Series | Résultats en NASCAR Cup Series | Résultats en NASCAR Cup Series | Résultats en NASCAR Cup Series | Résultats en NASCAR Cup Series |
| ------------------------------ | ------------------------------ | ------------------------------ | ------------------------------ | ------------------------------ | ------------------------------ | ------------------------------ | ------------------------------ | ------------------------------ | ------------------------------ | ------------------------------ | ------------------------------ | ------------------------------ | ------------------------------ | ------------------------------ | ------------------------------ | ------------------------------ | ------------------------------ | ------------------------------ | ------------------------------ | ------------------------------ | ------------------------------ | ------------------------------ | ------------------------------ | ------------------------------ | ------------------------------ | ------------------------------ | ------------------------------ | ------------------------------ | ------------------------------ | ------------------------------ | ------------------------------ | ------------------------------ | ------------------------------ | ------------------------------ | ------------------------------ | ------------------------------ | ------------------------------ | ------------------------------ | ------------------------------ | ------------------------------ | ------------------------------ |
| Année                          | Écurie                         | No.                            | Constructeur                   | 1                              | 2                              | 3                              | 4                              | 5                              | 6                              | 7                              | 8                              | 9                              | 10                             | 11                             | 12                             | 13                             | 14                             | 15                             | 16                             | 17                             | 18                             | 19                             | 20                             | 21                             | 22                             | 23                             | 24                             | 25                             | 26                             | 27                             | 28                             | 29                             | 30                             | 31                             | 32                             | 33                             | 34                             | 35                             | 36                             | Clas.                          | Pts                            |
| 2001                           | Hendrick Motorsports           | 48                             | Chevrolet                      | DAY                            | CAR                            | LVS                            | ATL                            | DAR                            | BRI                            | TEX                            | MAR                            | TAL                            | CAL                            | RCH                            | CLT                            | DOV                            | MCH                            | POC                            | SON                            | DAY                            | CHI                            | NHA                            | POC                            | IND                            | GLN                            | MCH                            | BRI                            | DAR                            | RCH                            | DOV                            | KAN                            | CLT 39                         | MAR                            | TAL                            | PHO                            | CAR                            | HOM 25                         | ATL 29                         | NHA                            | 52e                            | 210                            |
| 2002                           | Hendrick Motorsports           | 48                             | Chevrolet                      | DAY 15                         | CAR 28                         | LVS 6                          | ATL 3                          | DAR 6                          | BRI 7                          | TEX 6                          | MAR 35                         | TAL 7                          | CAL 1                          | RCH 31                         | CLT 7*                         | DOV 1*                         | POC 3                          | MCH 14                         | SON 35                         | DAY 8                          | CHI 4                          | NHA 15                         | POC 15                         | IND 9                          | GLN 16                         | MCH 7                          | BRI 34                         | DAR 9                          | RCH 13                         | NHA 9                          | DOV 1*                         | KAN 10                         | TAL 37                         | CLT 6                          | MAR 6                          | ATL 22                         | CAR 37                         | PHO 15                         | HOM 8                          | 5e                             | 4600                           |
| 2003                           | Hendrick Motorsports           | 48                             | Chevrolet                      | DAY 3                          | CAR 8                          | LVS 11                         | ATL 32                         | DAR 27                         | BRI 8                          | TEX 8                          | TAL 15*                        | MAR 9                          | CAL 16                         | RCH 19                         | CLT 1                          | DOV 38                         | POC 12                         | MCH 16                         | SON 17                         | DAY 18                         | CHI 3                          | NHA 1                          | POC 15                         | IND 18                         | GLN 4                          | MCH 27                         | BRI 5                          | DAR 3                          | RCH 11                         | NHA 1                          | DOV 8                          | TAL 34                         | KAN 7                          | CLT 3                          | MAR 2                          | ATL 3                          | PHO 2                          | CAR 2                          | HOM 3                          | 2e                             | 4932                           |
| 2004                           | Hendrick Motorsports           | 48                             | Chevrolet                      | DAY 5                          | CAR 41                         | LVS 16                         | ATL 4                          | DAR 1                          | BRI 16                         | TEX 9                          | MAR 4                          | TAL 4                          | CAL 2                          | RCH 2                          | CLT 1*                         | DOV 32                         | POC 1*                         | MCH 4                          | SON 5                          | DAY 2                          | CHI 2                          | NHA 11                         | POC 1                          | IND 36                         | GLN 40                         | MCH 40                         | BRI 3                          | CAL 14                         | RCH 36                         | NHA 11                         | DOV 10                         | TAL 37                         | KAN 32                         | CLT 1                          | MAR 1                          | ATL 1                          | PHO 6                          | DAR 1*                         | HOM 2                          | 2e                             | 6498                           |
| 2005                           | Hendrick Motorsports           | 48                             | Chevrolet                      | DAY 5                          | CAL 2                          | LVS 1*                         | ATL 2*                         | BRI 6                          | MAR 8                          | TEX 3                          | PHO 15                         | TAL 20                         | DAR 7                          | RCH 40                         | CLT 1                          | DOV 4                          | POC 6                          | MCH 19                         | SON 36                         | DAY 6                          | CHI 3                          | NHA 13                         | POC 12                         | IND 38                         | GLN 5                          | MCH 10                         | BRI 36                         | CAL 16                         | RCH 25                         | NHA 8                          | DOV 1                          | TAL 31                         | KAN 6                          | CLT 1                          | MAR 3*                         | ATL 16                         | TEX 5                          | PHO 7                          | HOM 40                         | 5e                             | 6406                           |
| 2006                           | Hendrick Motorsports           | 48                             | Chevrolet                      | DAY 1                          | CAL 2                          | LVS 1                          | ATL 6                          | BRI 30                         | MAR 3                          | TEX 11                         | PHO 7                          | TAL 1                          | RCH 12                         | DAR 4                          | CLT 2                          | DOV 6                          | POC 10                         | MCH 6                          | SON 10                         | DAY 32                         | CHI 6                          | NHA 9                          | POC 6                          | IND 1                          | GLN 17                         | MCH 13                         | BRI 10                         | CAL 11                         | RCH 23                         | NHA 39                         | DOV 13                         | KAN 14*                        | TAL 24                         | CLT 2                          | MAR 1*                         | ATL 2                          | TEX 2                          | PHO 2                          | HOM 9                          | 1er                            | 6475                           |
| 2007                           | Hendrick Motorsports           | 48                             | Chevrolet                      | DAY 39                         | CAL 3                          | LVS 1                          | ATL 1*                         | BRI 16                         | MAR 1                          | TEX 38                         | PHO 4                          | TAL 2                          | RCH 1                          | DAR 3                          | CLT 10                         | DOV 15                         | POC 42                         | MCH 19                         | SON 17                         | NHA 5                          | DAY 10                         | CHI 37                         | IND 39                         | POC 5                          | GLN 3                          | MCH 3                          | BRI 21                         | CAL 1                          | RCH 1                          | NHA 6                          | DOV 14                         | KAN 3                          | TAL 2                          | CLT 14*                        | MAR 1                          | ATL 1                          | TEX 1                          | PHO 1                          | HOM 7                          | 1er                            | 6723                           |
| 2008                           | Hendrick Motorsports           | 48                             | Chevrolet                      | DAY 27                         | CAL 2*                         | LVS 29                         | ATL 13                         | BRI 18                         | MAR 4                          | TEX 2                          | PHO 1*                         | TAL 13                         | RCH 30                         | DAR 13                         | CLT 39                         | DOV 7                          | POC 6                          | MCH 6                          | SON 15                         | NHA 9                          | DAY 23                         | CHI 2                          | IND 1*                         | POC 3                          | GLN 7                          | MCH 17                         | BRI 33                         | CAL 1*                         | RCH 1                          | NHA 2*                         | DOV 5                          | KAN 1*                         | TAL 9                          | CLT 6*                         | MAR 1*                         | ATL 2                          | TEX 15                         | PHO 1*                         | HOM 15                         | 1er                            | 6684                           |
| 2009                           | Hendrick Motorsports           | 48                             | Chevrolet                      | DAY 31                         | CAL 9                          | LVS 24*                        | ATL 9                          | BRI 3                          | MAR 1                          | TEX 2                          | PHO 4                          | TAL 30                         | RCH 36                         | DAR 2                          | CLT 13                         | DOV 1*                         | POC 7                          | MCH 22*                        | SON 4                          | NHA 9                          | DAY 2                          | CHI 8                          | IND 1                          | POC 13                         | GLN 12                         | MCH 33*                        | BRI 8                          | ATL 36                         | RCH 11                         | NHA 4                          | DOV 1*                         | KAN 9                          | CAL 1*                         | CLT 1*                         | MAR 2                          | TAL 6                          | TEX 38                         | PHO 1*                         | HOM 5                          | 1er                            | 6652                           |
| 2010                           | Hendrick Motorsports           | 48                             | Chevrolet                      | DAY 35                         | CAL 1*                         | LVS 1                          | ATL 12                         | BRI 1                          | MAR 9                          | PHO 3*                         | TEX 2                          | TAL 31                         | RCH 10                         | DAR 36                         | DOV 16*                        | CLT 37                         | POC 5                          | MCH 6                          | SON 1*                         | NHA 1                          | DAY 31                         | CHI 25*                        | IND 22                         | POC 10                         | GLN 28                         | MCH 12                         | BRI 35                         | ATL 3                          | RCH 3                          | NHA 25                         | DOV 1*                         | KAN 2                          | CAL 3                          | CLT 3                          | MAR 5                          | TAL 7                          | TEX 9                          | PHO 5                          | HOM 2                          | 1er                            | 6622                           |
| 2011                           | Hendrick Motorsports           | 48                             | Chevrolet                      | DAY 27                         | PHO 3                          | LVS 16                         | BRI 3*                         | CAL 2                          | MAR 11                         | TEX 8                          | TAL 1                          | RCH 8                          | DAR 15                         | DOV 9*                         | CLT 28                         | KAN 7                          | POC 4                          | MCH 27                         | SON 7                          | DAY 20                         | KEN 3                          | NHA 5                          | IND 19                         | POC 4                          | GLN 10                         | MCH 2                          | BRI 4                          | ATL 2                          | RCH 31                         | CHI 10                         | NHA 18                         | DOV 2*                         | KAN 1*                         | CLT 34                         | TAL 26                         | MAR 2                          | TEX 14                         | PHO 14                         | HOM 32                         | 6e                             | 2304                           |
| 2012                           | Hendrick Motorsports           | 48                             | Chevrolet                      | DAY 42                         | PHO 4                          | LVS 2                          | BRI 9                          | CAL 10                         | MAR 12                         | TEX 2*                         | KAN 3                          | RCH 6                          | TAL 35                         | DAR 1*                         | CLT 11                         | DOV 1*                         | POC 4                          | MCH 5                          | SON 5                          | KEN 6                          | DAY 36                         | NHA 7                          | IND 1*                         | POC 14*                        | GLN 3                          | MCH 27                         | BRI 2                          | ATL 34                         | RCH 13                         | CHI 2*                         | NHA 2                          | DOV 4                          | TAL 17                         | CLT 3                          | KAN 9                          | MAR 1*                         | TEX 1*                         | PHO 32                         | HOM 36                         | 3e                             | 2360                           |
| 2013                           | Hendrick Motorsports           | 48                             | Chevrolet                      | DAY 1                          | PHO 2                          | LVS 6                          | BRI 22                         | CAL 12                         | MAR 1*                         | TEX 6                          | KAN 3                          | RCH 12                         | TAL 5                          | DAR 4                          | CLT 22                         | DOV 17                         | POC 1*                         | MCH 28                         | SON 9                          | KEN 9*                         | DAY 1*                         | NHA 6                          | IND 2*                         | POC 13                         | GLN 8                          | MCH 40                         | BRI 36                         | ATL 28                         | RCH 40                         | CHI 5                          | NHA 4                          | DOV 1*                         | KAN 6                          | CLT 4                          | TAL 13*                        | MAR 5                          | TEX 1*                         | PHO 3                          | HOM 9                          | 1er                            | 2419                           |
| 2014                           | Hendrick Motorsports           | 48                             | Chevrolet                      | DAY 5                          | PHO 6                          | LVS 6                          | BRI 19                         | CAL 24*                        | MAR 2*                         | TEX 25                         | DAR 3                          | RCH 32                         | TAL 23                         | KAN 9                          | CLT 1*                         | DOV 1*                         | POC 6                          | MCH 1                          | SON 7                          | KEN 10                         | DAY 42                         | NHA 42                         | IND 14                         | POC 39                         | GLN 28                         | MCH 9                          | BRI 4                          | ATL 4                          | RCH 8                          | CHI 12                         | NHA 5                          | DOV 3                          | KAN 40                         | CLT 17                         | TAL 24*                        | MAR 32                         | TEX 1*                         | PHO 39                         | HOM 9                          | 11e                            | 2274                           |
| 2015                           | Hendrick Motorsports           | 48                             | Chevrolet                      | DAY 5                          | ATL 1                          | LVS 41                         | PHO 11                         | CAL 9                          | MAR 35                         | TEX 1*                         | BRI 2                          | RCH 3                          | TAL 2                          | KAN 1                          | CLT 40                         | DOV 1                          | POC 3                          | MCH 19                         | SON 6*                         | DAY 2                          | KEN 9                          | NHA 22                         | IND 15                         | POC 6                          | GLN 10                         | MCH 39                         | BRI 4                          | DAR 19                         | RCH 9                          | CHI 11                         | NHA 6                          | DOV 41                         | CLT 39                         | KAN 3                          | TAL 18                         | MAR 12                         | TEX 1                          | PHO 5                          | HOM 9                          | 10e                            | 2315                           |
| 2016                           | Hendrick Motorsports           | 48                             | Chevrolet                      | DAY 16                         | ATL 1                          | LVS 3*                         | PHO 11                         | CAL 1                          | MAR 9                          | TEX 4                          | BRI 23                         | RCH 3                          | TAL 22                         | KAN 17                         | DOV 25                         | CLT 3                          | POC 35                         | MCH 16                         | SON 13                         | DAY 35                         | KEN 32                         | NHA12                          | IND 3                          | POC 16                         | GLN 40                         | BRI 7                          | MCH 6                          | DAR 33                         | RCH 11                         | CHI 12*                        | NHA 8                          | DOV 7                          | CLT 1*                         | KAN 4                          | TAL 23                         | MAR 1                          | TEX 11                         | PHO 38                         | HOM 1                          | 1er                            | 5040                           |
| 2017                           | Hendrick Motorsports           | 48                             | Chevrolet                      | DAY 34                         | ATL 19                         | LVS 11                         | PHO 9                          | CAL 21                         | MAR 15                         | TEX 1                          | BRI 1                          | RCH 11                         | TAL 8                          | KAN 24                         | CLT 17                         | DOV 1                          | POC 36                         | MCH 10                         | SON 13                         | DAY 12                         | KEN 40                         | NHA 10                         | IND 27                         | POC 35                         | GLN 29                         | MCH 19                         | BRI 11                         | DAR 12                         | RCH 8                          | CHI 8                          | NHA 14                         | DOV 3                          | CLT 7                          | TAL 24                         | KAN 11                         | MAR 12                         | TEX 27                         | PHO 39                         | HOM 27                         | 10e                            | 2260                           |
| 2018                           | Hendrick Motorsports           | 48                             | Chevrolet                      | DAY 38                         | ATL 27                         | LVS 12                         | PHO 14                         | CAL 9                          | MAR 15                         | TEX 35                         | BRI 3                          | RCH 6                          | TAL 12                         | DOV 9                          | KAN 19                         | CLT 5                          | POC 8                          | MCH 20                         | SON 11                         | CHI 14                         | DAY 23                         | KEN 14                         | NHA 10                         | POC 17                         | GLN 30                         | MCH 28                         | BRI 9                          | DAR 39                         | IND 16                         | LVS 22                         | RCH 8                          | ROV 8                          | DOV 36                         | TAL 7                          | KAN 22                         | MAR 12                         | TEX 15                         | PHO 15                         | HOM 14                         | 14e                            | 2242                           |
| 2019                           | Hendrick Motorsports           | 48                             | Chevrolet                      | DAY 9                          | ATL 24                         | LVS 19                         | PHO 8                          | CAL 17                         | MAR 24                         | TEX 5                          | BRI 10                         | RCH 12                         | TAL 33                         | DOV 14                         | KAN 6                          | CLT 8                          | POC 19                         | MCH 15                         | SON 12                         | CHI 4                          | DAY 3                          | KEN 30                         | NHA 30                         | POC 15                         | GLN 19                         | MCH 34                         | BRI 19                         | DAR 16                         | IND 35                         | LVS 11                         | RCH 10                         | ROV 9                          | DOV 8                          | TAL 38                         | KAN 10                         | MAR 38                         | TEX 34                         | PHO 14                         | HOM 13                         | 18e                            | 835                            |
| 2020                           | Hendrick Motorsports           | 48                             | Chevrolet                      | DAY 35                         | LVS 5                          | CAL 7                          | PHO 12                         | DAR 38                         | DAR 8                          | CLT 40                         | CLT 11                         | BRI 3                          | ATL 7                          | MAR 10                         | HOM 16                         | TAL 13                         | POC 21                         | POC 16                         | IND                            | KEN 18                         | TEX 26                         | KAN 32                         | NHA 12                         | MCH 12                         | MCH 11                         | DRC 4                          | DOV 7                          | DOV 3                          | DAY 17                         | DAR 18                         | RCH 31                         | BRI 17                         | LVS 11                         | TAL 29                         | ROV 13                         | KAN 31                         | TEX 36                         | MAR 30                         | PHO 5                          | 18e                            | 836                            |
| 2023                           | Legacy Motor Club (en)         | 84                             | Chevrolet                      | DAY 31                         | CAL                            | LVS                            | PHO                            | ATL                            | COA 38                         | RCH                            | BRD                            | MAR                            | TAL                            | DOV                            | KAN                            | DAR                            | CLT 37                         | GTW                            | SON                            | NSH                            | CSC Wth                        | ATL                            | NHA                            | POC                            | RCH                            | MCH                            | IRC                            | GLN                            | DAY                            | DAR                            | KAN                            | BRI                            | TEX                            | TAL                            | ROV                            | LVS                            | HOM                            | MAR                            | PHO                            | 39e                            | 12                             |
| 2024                           | Legacy Motor Club (en)         | 84                             | Toyota                         | DAY                            | ATL                            | LVS                            | PHO                            | BRI                            | COA                            | RCH                            | MAR                            | TEX                            | TAL                            | DOV                            | KAN                            | DAR                            | CLT                            | GTW                            | SON                            | IOW                            | NHA                            | NSH                            | CSC                            | POC                            | IND                            | RCH                            | MCH                            | DAY                            | DAR                            | ATL                            | GLN                            | BRI                            | KAN                            | TAL                            | ROV                            | LVS                            | HOM                            | MAR                            | PHO                            | -                              | -                              |

#### Daytona 500
| Résultats au Daytona 500 | Résultats au Daytona 500 | Résultats au Daytona 500 | Résultats au Daytona 500 | Résultats au Daytona 500 |
| ------------------------ | ------------------------ | ------------------------ | ------------------------ | ------------------------ |
| Année                    | Écurie                   | Constructeur             | Position                 | Position                 |
| Année                    | Écurie                   | Constructeur             | Départ                   | Arrivée                  |
| 2002                     | Hendrick Motorsports     | Chevrolet                | 1                        | 15                       |
| 2003                     | Hendrick Motorsports     | Chevrolet                | 10                       | 3                        |
| 2004                     | Hendrick Motorsports     | Chevrolet                | 6                        | 5                        |
| 2005                     | Hendrick Motorsports     | Chevrolet                | 2                        | 5                        |
| 2006                     | Hendrick Motorsports     | Chevrolet                | 9                        | 1                        |
| 2007                     | Hendrick Motorsports     | Chevrolet                | 21                       | 39                       |
| 2008                     | Hendrick Motorsports     | Chevrolet                | 1                        | 27                       |
| 2009                     | Hendrick Motorsports     | Chevrolet                | 7                        | 31                       |
| 2010                     | Hendrick Motorsports     | Chevrolet                | 3                        | 35                       |
| 2011                     | Hendrick Motorsports     | Chevrolet                | 23                       | 27                       |
| 2012                     | Hendrick Motorsports     | Chevrolet                | 8                        | 42                       |
| 2013                     | Hendrick Motorsports     | Chevrolet                | 9                        | 1                        |
| 2014                     | Hendrick Motorsports     | Chevrolet                | 32                       | 5                        |
| 2015                     | Hendrick Motorsports     | Chevrolet                | 2                        | 5                        |
| 2016                     | Hendrick Motorsports     | Chevrolet                | 26                       | 16                       |
| 2017                     | Hendrick Motorsports     | Chevrolet                | 24                       | 34                       |
| 2018                     | Hendrick Motorsports     | Chevrolet                | 35                       | 38                       |
| 2019                     | Hendrick Motorsports     | Chevrolet                | 17                       | 9                        |
| 2020                     | Hendrick Motorsports     | Chevrolet                | 6                        | 35                       |
| 2023                     | Legacy Motor Club (en)   | Chevrolet                | 39                       | 31                       |

### Xfinity Series
Johnson a participé à 93 courses réparties sur 11 saisons (198-2001, 2004-2008, 2011, 2013) saisons.
- Voiture en 2013 : Chevrolet no 5
- Écurie : JR Motorsports
- Résultat dernière saison 2013 : 111e
- Meilleur classement en fin de saison : 8e en 2001
- 1re course : Kroger 200 de 1998 (à IRP)
- Dernière course : Dollar General 200 de 2013 (à Phoenix)
- Première victoire : Sam's Club Presents the Hills Bros. Coffee 300 de 2001 (à Chicago)
- Dernière victoire : Idem
- Victoire(s) : 1
- Top5 : 9
- Top10 : 24
- Pole position : 2

| Légende  | Légende |
| -------- | --- |
| Gras     | Pole position décernée en fonction du temps réalisé en qualification.                                                                     |
| Italique | Pole position décernée en fonction des points au classement ou des temps aux essais.                                                      |
| *        | Plus grand nombre de tours menés. |
| 01       | Aucun point de championnat car inéligible pour le titre lors de cette saison (le pilote concourt pour le titre dans une autre catégorie). |
| DNQ      | Ne s'est pas qualifié. |
| Résultats en NASCAR Xfinity Series | Résultats en NASCAR Xfinity Series | Résultats en NASCAR Xfinity Series | Résultats en NASCAR Xfinity Series | Résultats en NASCAR Xfinity Series | Résultats en NASCAR Xfinity Series | Résultats en NASCAR Xfinity Series | Résultats en NASCAR Xfinity Series | Résultats en NASCAR Xfinity Series | Résultats en NASCAR Xfinity Series | Résultats en NASCAR Xfinity Series | Résultats en NASCAR Xfinity Series | Résultats en NASCAR Xfinity Series | Résultats en NASCAR Xfinity Series | Résultats en NASCAR Xfinity Series | Résultats en NASCAR Xfinity Series | Résultats en NASCAR Xfinity Series | Résultats en NASCAR Xfinity Series | Résultats en NASCAR Xfinity Series | Résultats en NASCAR Xfinity Series | Résultats en NASCAR Xfinity Series | Résultats en NASCAR Xfinity Series | Résultats en NASCAR Xfinity Series | Résultats en NASCAR Xfinity Series | Résultats en NASCAR Xfinity Series | Résultats en NASCAR Xfinity Series | Résultats en NASCAR Xfinity Series | Résultats en NASCAR Xfinity Series | Résultats en NASCAR Xfinity Series | Résultats en NASCAR Xfinity Series | Résultats en NASCAR Xfinity Series | Résultats en NASCAR Xfinity Series | Résultats en NASCAR Xfinity Series | Résultats en NASCAR Xfinity Series | Résultats en NASCAR Xfinity Series | Résultats en NASCAR Xfinity Series | Résultats en NASCAR Xfinity Series | Résultats en NASCAR Xfinity Series | Résultats en NASCAR Xfinity Series | Résultats en NASCAR Xfinity Series | Résultats en NASCAR Xfinity Series |
| ---------------------------------- | ---------------------------------- | ---------------------------------- | ---------------------------------- | ---------------------------------- | ---------------------------------- | ---------------------------------- | ---------------------------------- | ---------------------------------- | ---------------------------------- | ---------------------------------- | ---------------------------------- | ---------------------------------- | ---------------------------------- | ---------------------------------- | ---------------------------------- | ---------------------------------- | ---------------------------------- | ---------------------------------- | ---------------------------------- | ---------------------------------- | ---------------------------------- | ---------------------------------- | ---------------------------------- | ---------------------------------- | ---------------------------------- | ---------------------------------- | ---------------------------------- | ---------------------------------- | ---------------------------------- | ---------------------------------- | ---------------------------------- | ---------------------------------- | ---------------------------------- | ---------------------------------- | ---------------------------------- | ---------------------------------- | ---------------------------------- | ---------------------------------- | ---------------------------------- | ---------------------------------- |
| Année                              | Équipe                             | No.                                | Constructeur                       | 1                                  | 2                                  | 3                                  | 4                                  | 5                                  | 6                                  | 7                                  | 8                                  | 9                                  | 10                                 | 11                                 | 12                                 | 13                                 | 14                                 | 15                                 | 16                                 | 17                                 | 18                                 | 19                                 | 20                                 | 21                                 | 22                                 | 23                                 | 24                                 | 25                                 | 26                                 | 27                                 | 28                                 | 29                                 | 30                                 | 31                                 | 32                                 | 33                                 | 34                                 | 35                                 | Clas.                              | Pts                                |
| 1998                               | ST Motorsports                     | 59                                 | Chevrolet                          | DAY                                | CAR                                | LVS                                | NSV                                | DAR                                | BRI                                | TEX                                | HCY                                | TAL                                | NHA                                | NZH                                | CLT                                | DOV                                | RCH                                | PPR                                | GLN                                | MLW                                | MYB                                | CAL                                | SBO                                | IRP 25                             | MCH                                | BRI                                | DAR                                | RCH                                | DOV                                | CLT                                | GTY 15                             | CAR                                | ATL                                |                                    |                                    |                                    |                                    |                                    | 67e                                | 275[5]                             |
| 1998                               | Curb Agajanian Performance Group   | 43                                 | Chevrolet                          |                                    |                                    |                                    |                                    |                                    |                                    |                                    |                                    |                                    |                                    |                                    |                                    |                                    |                                    |                                    |                                    |                                    |                                    |                                    |                                    |                                    |                                    |                                    |                                    |                                    |                                    |                                    |                                    |                                    |                                    | HOM 33                             |                                    |                                    |                                    |                                    | 67e                                | 275[5]                             |
| 1999                               | Herzog Motorsports                 | 92                                 | Chevrolet                          | DAY                                | CAR                                | LVS                                | ATL                                | DAR                                | TEX                                | NSV                                | BRI                                | TAL                                | CAL                                | NHA                                | RCH                                | NZH                                | CLT                                | DOV                                | SBO                                | GLN                                | MLW 7                              | MYB                                | PPR                                | GTY                                | IRP                                | MCH                                | BRI                                | DAR                                | RCH                                | DOV                                | CLT                                | CAR 25                             | MEM 12                             | PHO 18                             | HOM 39                             |                                    |                                    |                                    | 63e                                | 521[6]                             |
| 2000                               | Herzog Motorsports                 | 92                                 | Chevrolet                          | DAY DNQ                            | CAR 22                             | LVS 26                             | ATL 27                             | DAR 36                             | BRI 24                             | TEX 24                             | NSV 10                             | TAL 29                             | CAL 15                             | RCH 12                             | NHA 13                             | CLT 16                             | DOV 20                             | SBO 6                              | MYB 15                             | GLN 43                             | MLW 9                              | NZH 14                             | PPR 18                             | GTY 13                             | IRP 11                             | MCH 6                              | BRI 23                             | DAR 38                             | RCH 22                             | DOV 18                             | CLT 28                             | CAR 13                             | MEM 8                              | PHO 40                             | HOM 6                              |                                    |                                    |                                    | 10e                                | 3264[7]                            |
| 2001                               | Herzog Motorsports                 | 92                                 | Chevrolet                          | DAY 5                              | CAR 13                             | LVS 14                             | ATL 9                              | DAR 32                             | BRI 4                              | TEX 8                              | NSH 28                             | TAL 28                             | CAL 16                             | RCH 12                             | NHA 13                             | NZH 9                              | CLT 16                             | DOV 25                             | KEN 30                             | MLW 26                             | GLN 21                             | CHI 1                              | GTY 14                             | PPR 7                              | IRP 15                             | MCH 4                              | BRI 12                             | DAR 16                             | RCH 19                             | DOV 33                             | KAN 6                              | CLT 22                             | MEM 14                             | PHO 21                             | CAR 23                             | HOM 7                              |                                    |                                    | 8e                                 | 3871[8]                            |
| 2004                               | Hendrick Motorsports               | 48                                 | Chevrolet                          | DAY                                | CAR                                | LVS                                | DAR                                | BRI                                | TEX                                | NSH                                | TAL                                | CAL                                | GTY                                | RCH                                | NZH                                | CLT                                | DOV                                | NSH                                | KEN                                | MLW                                | DAY                                | CHI                                | NHA                                | PPR                                | IRP                                | MCH                                | BRI                                | CAL                                | RCH                                | DOV                                | KAN                                | CLT 3                              | MEM                                | ATL                                | PHO                                | DAR                                | HOM                                |                                    | 98e                                | 170[9]                             |
| 2005                               | Hendrick Motorsports               | 48                                 | Chevrolet                          | DAY                                | CAL                                | MXC                                | LVS                                | ATL 3*                             | NSH                                | BRI                                | TEX                                | PHO                                | TAL                                |                                    |                                    | CLT 30                             |                                    |                                    |                                    |                                    |                                    | CHI 17                             | NHA                                | PPR                                | GTY                                | IRP                                | GLN                                | MCH                                | BRI                                | CAL 11                             | RCH                                | DOV                                | KAN                                | CLT 43                             | MEM                                | TEX                                | PHO                                | HOM                                | 53e                                | 876[10]                            |
| 2005                               | Hendrick Motorsports               | 5                                  | Chevrolet                          |                                    |                                    |                                    |                                    |                                    |                                    |                                    |                                    |                                    |                                    | DAR 23                             | RCH 25                             |                                    | DOV 5                              | NSH                                | KEN                                | MLW                                | DAY                                |                                    |                                    |                                    |                                    |                                    |                                    |                                    |                                    |                                    |                                    |                                    |                                    |                                    |                                    |                                    |                                    |                                    | 53e                                | 876[10]                            |
| 2006                               | Hendrick Motorsports               | 48                                 | Chevrolet                          | DAY                                | CAL                                | MXC                                | LVS                                | ATL                                | BRI                                | TEX                                | NSH                                | PHO                                | TAL                                | RCH                                | DAR                                | CLT 7                              | DOV                                | NSH                                | KEN                                | MLW                                | DAY                                | CHI                                | NHA                                | MAR                                | GTY                                | IRP                                | GLN                                | MCH                                | BRI                                | CAL 21                             | RCH                                | DOV                                | KAN                                | CLT 42                             | MEM                                | TEX                                | PHO                                | HOM                                | 84e                                | 283[11]                            |
| 2007                               | Hendrick Motorsports               | 48                                 | Chevrolet                          | DAY                                | CAL                                | MXC                                | LVS                                | ATL                                | BRI                                | NSH                                | TEX                                | PHO                                | TAL                                | RCH                                | DAR                                | CLT 6                              | DOV                                | NSH                                | KEN                                | MLW                                | NHA                                | DAY                                | CHI                                | GTY                                | IRP                                | CGV                                | GLN                                | MCH                                | BRI                                | CAL 4                              | RCH                                | DOV                                | KAN                                | CLT 32                             | MEM                                | TEX                                | PHO                                | HOM                                | 82e                                | 387[12]                            |
| 2008                               | JR Motorsports                     | 5                                  | Chevrolet                          | DAY                                | CAL                                | LVS                                | ATL                                | BRI                                | NSH                                | TEX                                | PHO                                | MXC                                | TAL                                | RCH                                | DAR                                | CLT 10                             | DOV                                | NSH                                | KEN                                | MLW                                | NHA                                | DAY                                | CHI                                | GTY                                | IRP                                | CGV                                |                                    |                                    |                                    | CAL 17                             | RCH                                | DOV                                | KAN                                | CLT 33                             | MEM                                | TEX                                | PHO                                | HOM                                | 69e                                | 396[13]                            |
| 2008                               | JR Motorsports                     | 48                                 | Chevrolet                          |                                    |                                    |                                    |                                    |                                    |                                    |                                    |                                    |                                    |                                    |                                    |                                    |                                    |                                    |                                    |                                    |                                    |                                    |                                    |                                    |                                    |                                    |                                    | GLN 29                             | MCH                                | BRI                                |                                    |                                    |                                    |                                    |                                    |                                    |                                    |                                    |                                    | 69e                                | 396[13]                            |
| 2011                               | JR Motorsports                     | 7                                  | Chevrolet                          | DAY                                | PHO                                | LVS                                | BRI                                | CAL                                | TEX                                | TAL                                | NSH                                | RCH                                | DAR                                | DOV                                | IOW                                | CLT                                | CHI                                | MCH                                | ROA                                | DAY                                | KEN                                | NHA                                | NSH                                | IRP                                | IOW                                | GLN 2                              | CGV                                | BRI                                | ATL                                | RCH                                | CHI                                | DOV                                | KAN                                | CLT                                | TEX                                | PHO                                | HOM                                |                                    | 104e                               | 01[14]                             |
| 2013                               | JR Motorsports                     | 5                                  | Chevrolet                          | DAY                                | PHO 12                             | LVS                                | BRI                                | CAL                                | TEX                                | RCH                                | TAL                                | DAR                                | CLT                                | DOV                                | IOW                                | MCH                                | ROA                                | KEN                                | DAY                                | NHA                                | CHI                                | IND                                | IOW                                | GLN                                | MOH                                | BRI                                | ATL                                | RCH                                | CHI                                | KEN                                | DOV                                | KAN                                | CLT                                | TEX                                | PHO                                | HOM                                |                                    |                                    | 111e                               | 01[15]                             |

### Truck Series
Johnson a participé à 1 course sur 1 saison (2008) saisons.
- Voiture en 2008 : Chevrolet no 81
- Écurie : Randy Moss Motorsports
- Résultat saison 2008 : 104e
- Meilleur classement en fin de saison : 104e en 2008
- 1re course : O'Reilly 200 de 2008 (à Bristol)
- Dernière course :
- Victoire(s) : 0
- Top5 : 0
- Top10 : 0
- Pole position : 0

| Légende  | Légende |
| -------- | --- |
| Gras     | Pole position décernée en fonction du temps réalisé en qualification.                                                                     |
| Italique | Pole position décernée en fonction des points au classement ou des temps aux essais.                                                      |
| *        | Plus grand nombre de tours menés. |
| 01       | Aucun point de championnat car inéligible pour le titre lors de cette saison (le pilote concourt pour le titre dans une autre catégorie). |
| DNQ      | Ne s'est pas qualifié. |
| Année | Équipe                 | No. | Constructeur | 1   | 2   | 3   | 4   | 5   | 6   | 7   | 8   | 9   | 10  | 11  | 12  | 13  | 14  | 15  | 16     | 17  | 18  | 19  | 20  | 21  | 22  | 23  | Clas. | Pts |      |        |
| 2008  | Randy Moss Motorsports | 81  | Chevrolet    | DAY | CAL | ATL | MAR | KAN | CLT | MFD | DOV | TEX | MCH | MLW | MEM | KEN | IRP | NSH | BRI 34 | GTW | NHA | LVS | TAL | MAR | ATL | TEX | PHO   | HOM | 104e | 64[16] |

### IndyCar Series
Johnson a participé à 29 courses réparties sur deux saisons (2021, 2022) saisons.
- Voiture : Honda Dallara DW12 no 48
- Écurie : Chip Ganassi Racing
- Résultat saison 2021 : 26e
- Meilleur classement en fin de saison : 21e en 2022
- 1re course : Honda Indy Grand Prix of Alabama de 2021 (à Birmingham)
- Dernière course : Firestone Grand Prix of Monterey de 2022 (à Laguna Seca)
- Victoire(s) : 0
- Top5 : 1
- Top10 : 2
- Pole position : 0

| Légende  | Légende |
| -------- | --- |
| Gras     | Pole position décernée en fonction du temps réalisé en qualification.                                                                     |
| Italique | Pole position décernée en fonction des points au classement ou des temps aux essais.                                                      |
| *        | Plus grand nombre de tours menés. |
| 01       | Aucun point de championnat car inéligible pour le titre lors de cette saison (le pilote concourt pour le titre dans une autre catégorie). |
| DNQ      | Ne s'est pas qualifié. |
| Résultats en IndyCar Series | Résultats en IndyCar Series | Résultats en IndyCar Series | Résultats en IndyCar Series | Résultats en IndyCar Series | Résultats en IndyCar Series | Résultats en IndyCar Series | Résultats en IndyCar Series | Résultats en IndyCar Series | Résultats en IndyCar Series | Résultats en IndyCar Series | Résultats en IndyCar Series | Résultats en IndyCar Series | Résultats en IndyCar Series | Résultats en IndyCar Series | Résultats en IndyCar Series | Résultats en IndyCar Series | Résultats en IndyCar Series | Résultats en IndyCar Series | Résultats en IndyCar Series | Résultats en IndyCar Series | Résultats en IndyCar Series | Résultats en IndyCar Series | Résultats en IndyCar Series |
| --------------------------- | --------------------------- | --------------------------- | --------------------------- | --------------------------- | --------------------------- | --------------------------- | --------------------------- | --------------------------- | --------------------------- | --------------------------- | --------------------------- | --------------------------- | --------------------------- | --------------------------- | --------------------------- | --------------------------- | --------------------------- | --------------------------- | --------------------------- | --------------------------- | --------------------------- | --------------------------- | --------------------------- |
| Année                       | Écurie                      | Châssis                     | N°                          | Moteur                      | 1                           | 2                           | 3                           | 4                           | 5                           | 6                           | 7                           | 8                           | 9                           | 10                          | 11                          | 12                          | 13                          | 14                          | 15                          | 16                          | 17                          | Clas.                       | Pts                         |
| 2021                        | Chip Ganassi Racing         | Dallara DW12                | 48                          | Honda                       | ALA 19                      | STP 22                      | TXS                         | TXS                         | IMS 24                      | INDY                        | DET 24                      | DET 21                      | ROA 21                      | MDO 22                      | NSH 26                      | IMS 19                      | GTW                         | POR 20                      | LAG 17                      | LBH 17                      |                             | 26e                         | 108[17]                     |
| 2022                        | Chip Ganassi Racing         | Dallara DW12                | 48                          | Honda                       | STP 23                      | TXS 6                       | LBH 20                      | ALA 24                      | IMS 22                      | INDY 28                     | DET 22                      | ROA 24                      | MDO 16                      | TOR 21                      | IOW 11                      | IOW 5                       | IMS 22                      | NSH 18                      | GTW 14                      | POR 24                      | LAG 16                      | 21e                         | 214[18]                     |